# Toucanet à gorge bleue
Aulacorhynchus caeruleogularis
Espèce
Synonymes
- Aulacorhynchus prasinus caeruleogularis

Statut de conservation UICN

 LC  : Préoccupation mineure
Le Toucanet à gorge bleue (Aulacorhynchus caeruleogularis) est une espèce d'oiseaux de la famille des Ramphastidae.

## Description
Cette espèce mesure environ 29 cm de longueur. Il a un plumage essentiellement vert avec un menton bleu et un bec jaune et noir.

## Répartition
Cet oiseau vit dans la cordillère de Talamanca et la Serranía del Darién.

## Habitat
Cette espèce fréquente surtout les lisières forestières et les milieux semi-ouverts.

## Comportement
Le Toucanet émeraude se déplace en petits groupes lâches.

## Alimentation
Cet oiseau consomme surtout des fruits mais aussi des insectes, des oisillons et de petits reptiles.

## Taxonomie
Il a longtemps été considéré comme une sous-espèce du Toucanet émeraude (Aulacorhynchus prasinus) et pour cela, n'apparaît pas dans les listes de l'UICN.